# Sara Alvarado Pontón
Sara Alvarado Pontón, D.N. (Bogotá, 12 de septiembre de 1902 - ibídem, 28 de marzo de 1980) fue una religiosa católica colombiana, miembro de la orden de los dominicos, y fundadora de la congregación católica femenina de las Dominicas Hijas de Nuestra Señora de Nazareth (D.N.), congregación dedicada a la defensa de los trabajadores.
Su proceso de canonización se mantiene abierto, ya que es considerada como sierva de Dios en la Iglesia católica.

## Biografía
Sara nació en Bogotá, el 12 de septiembre de 1902, siendo la decimotercera hija del matrimonio entre Dámaso Alvarado y Felisa Pontón. Sus primeros años fueron difíciles porque tenía reumatismo articular, especialmente en las rodillas, por lo que no pudo jugar ni hacer actividades propias de su edad. Cuando tenía sólo 9 años fallece su padre, lo cual le causa un gran dolor. Desde niña siente el llamado a dedicarse a las misiones, intentó en varias ocasiones ingresar en varios institutos religiosos, pero su quebrantada salud no se lo permitió.
Visto los fracasos, decidió fundar el 25 de marzo de 1938 la obra de Nazareth, para la formación integral de los marginados. Junto a varias compañeras que se unieron a la obra, y con la colaboración del sacerdote dominico Enrique Alberto Higuera Barrera, dio inicio a la Congregación de las Dominicas Hijas de Nuestra Señora de Nazareth. El 25 de junio de 1945, el instituto fue reconocido como pía sociedad. El 29 de junio del mismo año Alvarado hace su profesión como terciaria dominica y será nombrada como superiora general de la obra. Durante su gobierno, Alvarado consagra la obra a la Virgen de Chiquinquirá (1948), consigue la aprobación diocesana como congregación religiosa (1964), la agregación a la Orden de los Predicadores (1964) y la aprobación pontificia el 8 de septiembre de 1975. Murió en la casa de Bogotá el 28 de marzo de 1980. El doctor que la atendió anima a las hermanas que están con ella, les dice: ¿Para qué la lloran? ¡Alégrense, es una santa!

## Culto
El proceso informativo para la causa de beatificación y canonización de Sara Alvarado Pontón fue introducido en la arquidiócesis de Bogotá, por el cardenal arzobispo Pedro Rubiano Sáenz, a petición de la Congregación de las Dominicas Hijas de Nuestra Señora de Nazareth, el 8 de octubre de 2001.
El proceso diocesano fue oficialmente abierto el 1 de octubre de 2002 y clausurado el 11 de mayo de 2009. Ahora la competencia se encuentra en manos de la Congregación para las Causas de los Santos en Roma, por lo cual, en la Iglesia católica recibe el título de sierva de Dios. Su cuerpo descansa en la casa madre de su congregación en Bogotá.

## Frases
- "¿Qué es ser Apóstol? Es personificar a Cristo en nuestra vida".
- "Sírvame de consuelo el pensamiento que a medida que yo crezca en el amor divino, irán desapareciendo mis miserias, hasta quedar en el estado a que llegaron los santos".
- "La oración y el trabajo son los dos pilares sobre las que se asiente la vida de las oración, trabajando, oración ante el Sagrario, irresistible que arrebata el corazón, oración ante las necesidades del prójimo, oración en el éxito y en los fracasos, en una palabra y como en la casita de Nazaret, el trato habitual con Dios, es el alma de su alma y la vida de su vida".
- "Aprende una sola ciencia, la de ser esclavita de María. Haz alma dichosa cuanto entiendas ser agrado de tu Madre y Reina, está a sus plantas para hacer únicamente lo que conviene para tu santificación. ¡Esclava de María! Hermoso nombre que debe tenerte siempre lista. Siempre despierta para servirla".
- "Jesús, el dulce Jesús, el manso Jesús, el suave Jesús, no condena jamás un alma que sufre por sus caídas, que llora sus flaquezas y lo busca con Medita a menudo la pasión de Jesús y más especialmente los viernes. Acompaña a Cristo agonizante de tristeza y dolor en el huerto de los Olivos y saca mayor provecho de esa oración".
- "Cuando esté casi todo perdido, es entonces la hora de Dios, el momento en que el alma debe creer, esperar, confiar y amar. ¡Oh Señor, haced que la santidad de mi vida, sea el homenaje de gratitud que os rinda!".
- "Deberé ejercitarme mucho en la humildad, la paciencia, la caridad y la mortificación. No serán mis palabras dulzarronas las que harán bien a las almas, sino aquellas de corrección humilde y caritativa".
- "Es una locura inexplicable el amor de Dios para con mi alma y es la última locura humana no corresponderle con mi amor ardiente, llevado también al heroísmo. Esta verdad me lleva a darme a Dios absolutamente poniéndolo en el centro de mi alma y corazón, de suerte que todo cuanto haga sea por su gloria; y manifestarle mi amor en la persona del prójimo, dándome a este, de tal suerte que consiga por este medio el ejercicio práctico de todas las virtudes".